# Geomyersia coggeri
Geomyersia coggeri es una especie de escincomorfo de la familia Scincidae.

## Distribución geográfica
Es endémica de las islas del Almirantazgo (Papúa Nueva Guinea).